# Attack Energy FC
Der Attack Energy Football Club (persisch باشگاه فوتبال اتک انرژی) ist ein afghanischer Fußballverein aus Herat in der gleichnamigen Provinz. Aktuell, Stand Oktober 2024, spielt der Verein in der ersten Liga, der Afghanistan Champions League.

## Erfolge
- Afghanischer Meister: 2022, 2024
- Afghanischer Vizemeister: 2024/25

## Stadion
Der Verein trägt seine Heimspiele im Herat Stadium in Herat aus. Das Stadion hat ein Fassungsvermögen von 15.000 Personen.

## Aktueller Kader
| Nr. |             | Position | Name             |
| --- | ----------- | -------- | ---------------- |
| 1   | Afghanistan | TW       | Faisal Hamidi    |
| 2   | Nigeria     | MF       | Raheem Lawal     |
| 3   | Afghanistan | AB       | Hussain Alizada  |
| 4   | Afghanistan | AB       | Mahboob Hanifi   |
| 5   | Afghanistan | AB       | Ali Reza Mayel   |
| 6   | Afghanistan | MF       | Samir Samandari  |
| 7   | Afghanistan | MF       | Yar Zakarkhel    |
| 11  | Afghanistan | MF       | Hasibullah Ahadi |
| 12  | Afghanistan | MF       | Hamid Habibi     |
| 13  | Afghanistan | AB       | Reza Gholami     |

| Nr. |             | Position | Name                  |
| --- | ----------- | -------- | --------------------- |
| 17  | Afghanistan | MF       | Jawad Alokozay        |
| 20  | Afghanistan | MF       | Rahmatullah Khairkhah |
| 21  | Afghanistan | MF       | Hakim Khan Niazi      |
| 28  | Nigeria     | MF       | Felix Obada           |
| 29  | Afghanistan | AB       | Ali Reza Panahi       |
| 32  | Agypten     | ST       | Zizo                  |
| 55  | Afghanistan | AB       | Ali Nazari            |
| 77  | Afghanistan | ST       | Zubair Nikzad         |
| 90  | Nigeria     | ST       | Akpo Godwin           |
| 99  | Afghanistan | ST       | Hatam Shirdel         |

## Trainer
| Trainer           | von          | bis           |
| ----------------- | ------------ | ------------- |
| Ali Ahmad Yarzada | 1. Juli 2018 | 30. Juni 2024 |
| Ahmad Zia Azimi   | 1. Juli 2024 |               |

## Saisonplatzierung
| Saison  | Liga                         | Platz            |                  |
| ------- | ---------------------------- | ---------------- | ---------------- |
| 2022    | Afghanistan Champions League | 1.               |                  |
| 2023    | Keine Austragung             | Keine Austragung | Keine Austragung |
| 2024    | Afghanistan Champions League | 1.               |                  |
| 2024/25 | Afghanistan Champions League | 2.               |                  |

## Statistik in den AFC-Wettbewerben
| 2024/25 | AFC Challenge League | Qualifikation | Abdish-Ata Kant | 0:2 |